# Iselin Nybø

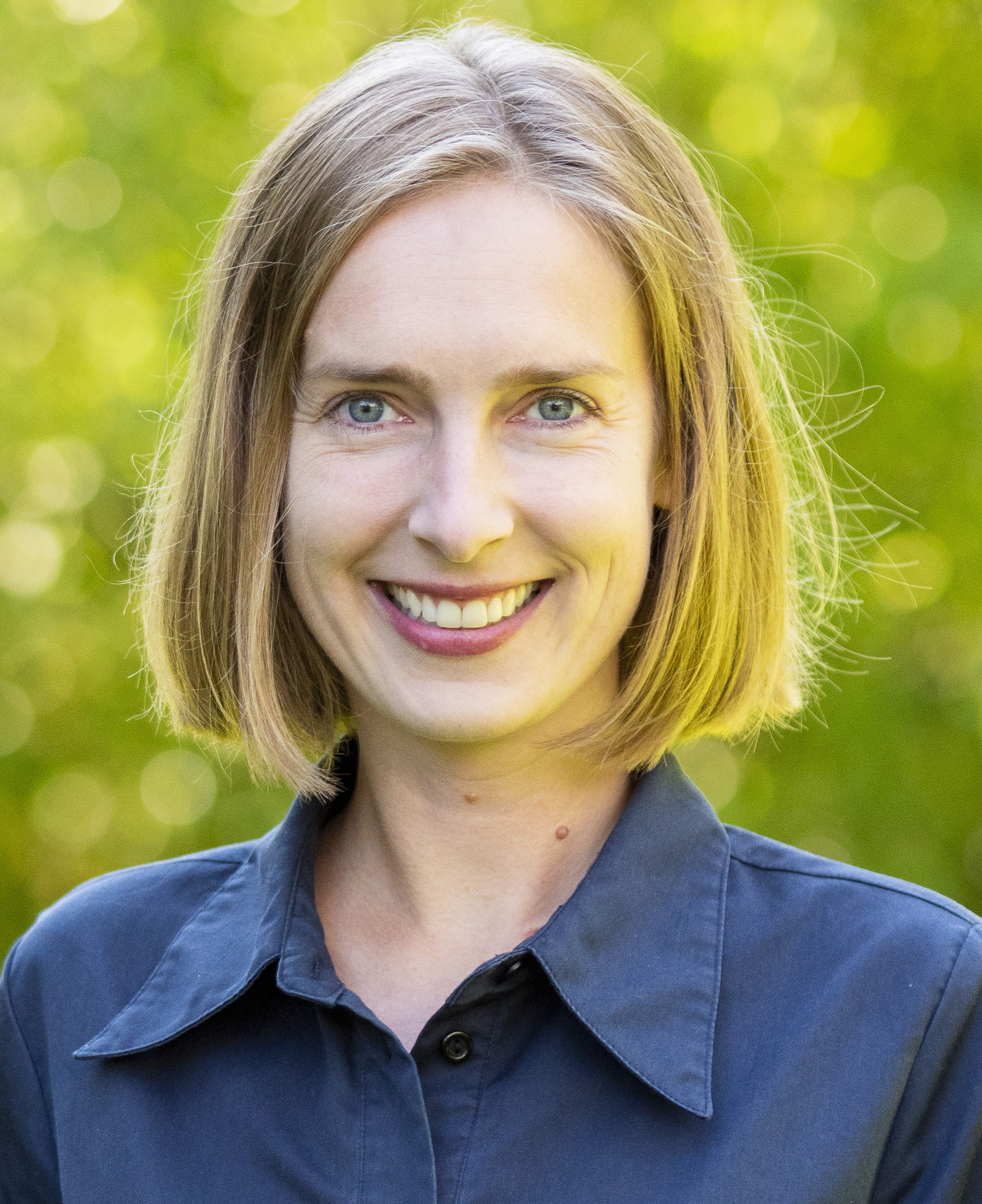
Iselin Nybø, 2020

Iselin Nybø (* 14. Mai 1981 in Randaberg) ist eine norwegische Politikerin der sozialliberalen Partei Venstre. Von Januar 2018 bis Januar 2020 war sie Ministerin für Forschung und Hochschulbildung und anschließend bis Oktober 2021 die Wirtschaftsministerin ihres Landes. Von 2013 bis 2017 war sie Abgeordnete im Storting.

## Leben
Nybø stammt aus der Gemeinde Randaberg und studierte von 2000 bis 2006 Rechtswissenschaft an der Universität Bergen. Anschließend arbeitete sie in verschiedenen Positionen als Juristin und Anwältin. Zwischen 2003 und 2007 war sie Mitglied im Kommunalparlament von Randaberg, danach saß sie bis 2015 im Stadtrat von Stavanger. Nybø stand in der Zeit 2010 und 2012 ihrer Partei in der Provinz Rogaland vor.
Nybø zog bei der Parlamentswahl 2013 in das norwegische Nationalparlament Storting ein. Dort vertrat sie den Wahlkreis Rogaland und wurde stellvertretende Vorsitzende des Kirchen-, Bildungs- und Forschungsausschusses. Bei der Parlamentswahl 2017 gelang es ihr nicht, obwohl sie wiederum Spitzenkandidatin in ihrer Provinz war, erneut ein Mandat zu erlangen.
Am 17. Januar 2018 wurde Nybø zur Ministerin für Forschung und Hochschulbildung in der Regierung Solberg ernannt. Ihre Partei war an diesem Tag zur bereits länger bestehenden Regierung beigetreten. Nybøs Ministerposten war neu geschaffen worden und neben dem des Bildungsministers im Bildungsministerium angesiedelt worden. Nach dem Regierungsaustritt der Fremskrittspartiet und einem damit einhergehenden Umbau des Kabinetts wurde sie am 24. Januar 2020 neue Wirtschaftsministerin. Nach dem Rücktritt ihrer Parteikollegin Trine Skei Grande wurde Nybø an die zweite Stelle der Kabinettsreihenfolge gesetzt, womit sie beim Ausfall der Ministerpräsidentin deren Vertretung übernehmen würde. Ihre Amtszeit als Wirtschaftsministerin endete mit dem Abritt der Regierung Solberg am 14. Oktober 2021.
Nach ihrer Zeit als Ministerin wurde Nybø Partnerin in einer Anwaltskanzlei. Beim Venstre-Parteitag im Oktober 2022 verließ sie die Parteiposten, die sie bis dahin innehatte, und wurde Vorsitzende des Wahlkomitees der Partei.